# Nextjet

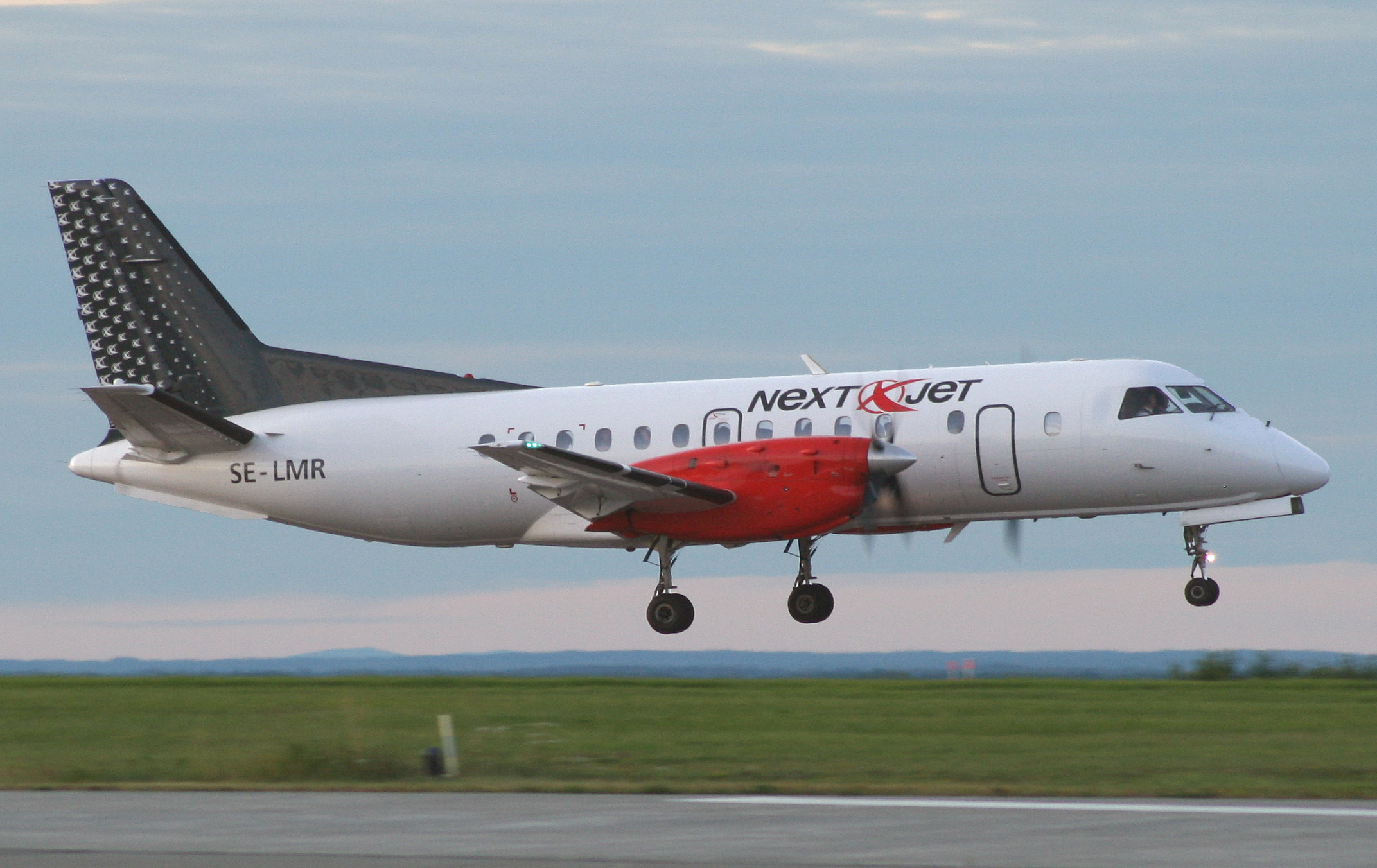
Saab 340 ESNZ van Nextjet

Nextjet was de grootste regionale luchtvaartmaatschappij van Zweden. Het bedrijf was gevestigd in Frösundavik, iets ten noorden van Stockholm. De meeste bestemmingsvluchten van Nextjet vertrokken vanaf Stockholm-Arlanda, in de zomer vertrekken er ook een aantal vanuit Stockholm-Bromma. Veel van de bestemmingen van Nextjet werden gesubsidieerd door de Zweedse overheid. Nextjet had diverse buitenlandse bestemmingen, in Finland, Letland en Noorwegen.
Op 16 mei 2018 heeft de maatschappij faillissement aangevraagd en zijn alle vluchten geannuleerd.